# Chaleponcus limbatus
Chaleponcus limbatus är en mångfotingart som beskrevs av Carl Graf Attems 1914. Chaleponcus limbatus ingår i släktet Chaleponcus och familjen Odontopygidae. Inga underarter finns listade i Catalogue of Life.